# A4-es autópálya (Ausztria)

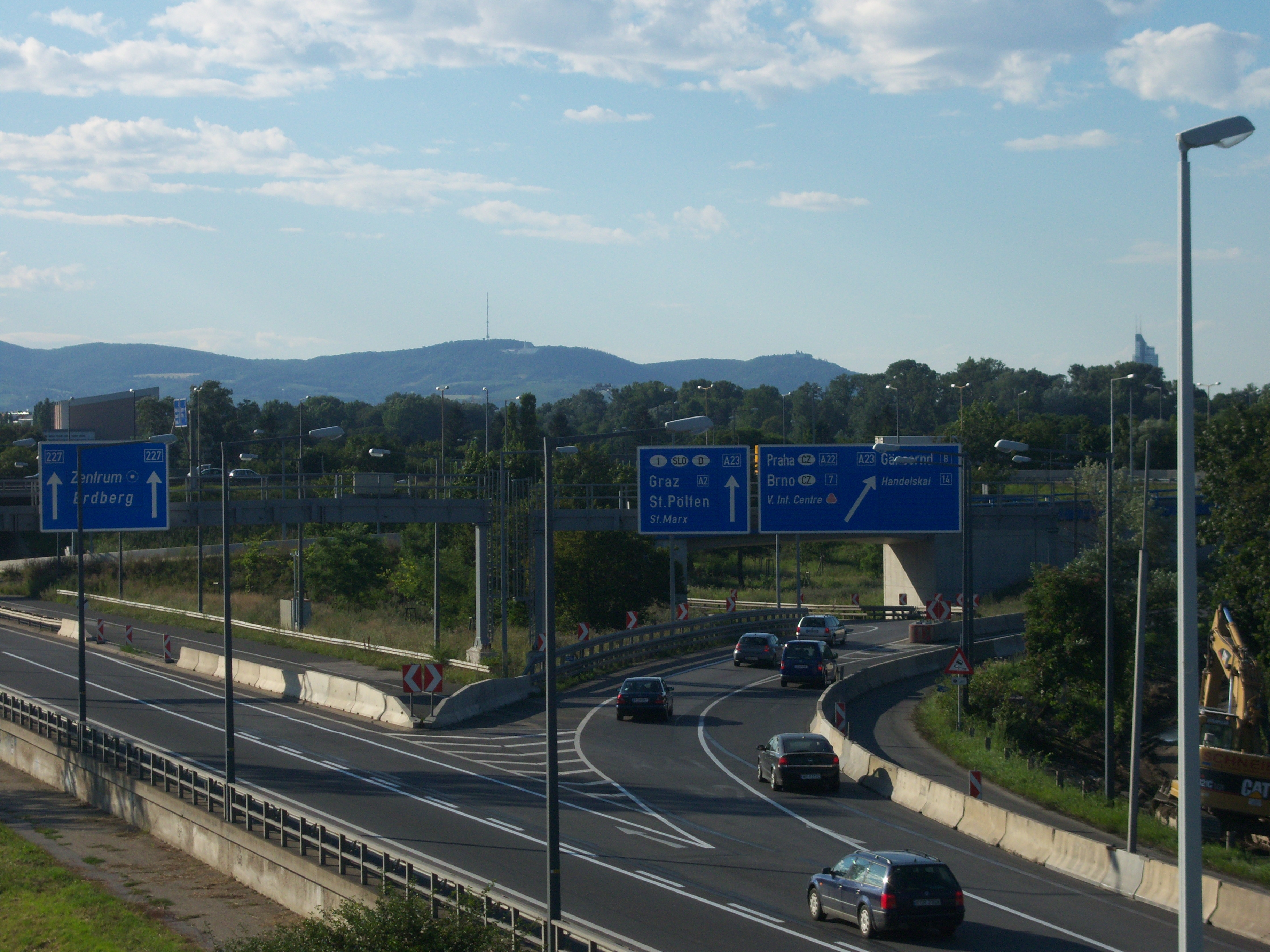
Az A4-es autópálya kijárata Bécs-Praternél

Az A4-es autópálya (németül: Ost Autobahn) egy autópálya Ausztriában. Része az E60-as jelzésű európai úthálózatnak. Bécstől halad kelet felé, ahol Miklóshalmánál éri el a magyar határt.
Az autópálya az A23-astól indul, érintve Bécs-Prater, Simmering, Schwechat, Bécs–Schwechati nemzetközi repülőtér, Fischamend, Királyhida, Pándorfalu, Védeny, Barátudvar, Miklóshalma településeket. A magyar oldalon az M1-es autópályához csatlakozik, amely Budapesttel kínál gyors összeköttetést. Az sztráda teljes hossza 66 km. 
Bécs és a bécsi nemzetközi repülőtér közötti szakaszt a helyiek Flughafenautobahnnak hívják.

## Története
Az autópálya nyomvonalára 1982-ben készültek el a nyomvonalváltozatok. Az 1980-as években az osztrák médiában hevesen bírálták a nyomvonalakat és a javasolt megoldásokat, mivel nem látszódott benne a térség közlekedési problémáinak megoldása és a környezetvédelme. Az első változat maga az autópálya építés volt, második elkerülő utak létesítése, harmadik a környezet megóvása. Az első változat tűnt a legkevésbé elfogadhatónak, mégis ez került megvalósításra. Az autópálya építése heves környezetvédelmi tiltakozásokat is okozott. A szövetségi kormány 1988 nyarán jóváhagyta az építkezést. 
Az autópályát 1994 októberében adták át, majd 1996-ban csatlakozott hozzá a magyar oldalon az M1-es autópálya.
2013-ban Arbesthal településnél vadátjárót avattak. Az átjáró része az Alpok és a Kárpátok között a vadak mozgását segítő nemzetközi koridorrnak.
2015. április 9-én megkezdődött a Nezsider és Miklóshalma közötti, 22 km-es szakasz teljes felújítása, amit 2017 januárjában fejeztek be. A beruházás 52 millió euróba került. A kivitelezés az alábbi ütem szerint zajlik: 2015-ben elkészül a 8,5 km-es Nezsider–Barátudvar, 2016-ban a Barátudvar–Gálos, majd 2017-ben a Gálos–országhatár szakasz is.
A Bécs és a Bécs–Schwechati nemzetközi repülőtér közötti szakasz irányonként három forgalmi sávos, amelyet eredetileg 2015-ig szerettek volna Fischamendig kiépíteni. 2020. december 14-én elkészült a Fischamend – Göttlesbrunn közötti 8 km-es szakasz 2×3 sávos kiépítése. A munkák 2021-ben a Bruck an der Leitha West csomópontig való 6 sávos kiépítéssel folytatódnak. A beruházás 130 millió euróba kerül. A fejlesztést a napi 66 000 jármű és a nehézteherforgalom 17 5-os aránya indokolja. Az eredeti tervek között 2022-ig szerepel a Nezsiderig tartó szakasz 2×3 sávosra bővítése. Vita folyik arról a javaslatról, hogy Burgenland tartomány a régió fejlesztése érdekében ezen beruházást már 2018-ig meg szeretné megvalósítani.
| Megnyitás          | Szakasz                                             | Hossza    |
| ------------------ | --------------------------------------------------- | --------- |
| 1978. május 24.    | Knoten Wien-Prater – Simmeringer Haide (bal pálya)  | 4,055 km  |
| 1982. december 17. | Knoten Wien-Prater – Simmeringer Haide (jobb pálya) | 4,055 km  |
| 1982. december 17. | Simmeringer Haide – Fischamend-West                 | 11,123 km |
| 1986. július 28.   | Fischamend nyugat – Fischamend                      | 3,662 km  |
| 1990. október 19.  | Fischamend – Bruck/Leitha West                      | 12,911 km |
| 1991. október 31.  | Bruck/Leitha West – Nezsider                        | 12,015 km |
| 1993. december 1.  | Miklóshalma – magyar államhatár                     | 1,398 km  |
| 1994. október 28.  | Nezsider – Miklóshalma                              | 20,609 km |
| 2000               | Knoten Wien-Prater – Stadionbrücke                  | 0,588 km  |

## Fordítás
- Ez a szócikk részben vagy egészben az Ostautobahn című angol Wikipédia-szócikk fordításán alapul.  Az eredeti cikk szerkesztőit annak laptörténete sorolja fel. Ez a jelzés csupán a megfogalmazás eredetét és a szerzői jogokat jelzi, nem szolgál a cikkben szereplő információk forrásmegjelöléseként.